# Indonesisches Militärordinariat
Das Indonesische Militärordinariat ist ein Militärordinariat in Indonesien und zuständig für die Indonesischen Streitkräfte.

## Geschichte
Das Indonesische Militärordinariat betreut Angehörige der indonesischen Streitkräfte katholischer Konfessionszugehörigkeit seelsorgerisch. Es wurde durch Papst Pius XII. am 25. Dezember 1949 als Militärvikariat errichtet. Nach gegenseitigem Beschluss zwischen dem Heiligen Stuhl und der Republik Indonesien befindet sich der Sitz des indonesischen Militärordinariats in Jakarta. Es wurde am 21. Juli 1986 durch Papst Johannes Paul II. mit der Apostolischen Konstitution Spirituali militum curae zur Diözese erhoben.
| Militärbischöfe in Indonesien |                                         |                                                          |                |                   |
| Nr.                           | Name                                    | Amt                                                      | von            | bis               |
| 1                             | Albert Soegijapranata SJ                | Apostolischer Vikar von Semarang Erzbischof von Semarang | 1949           | 23. Juli 1963     |
| 2                             | Justinus Kardinal Darmojuwono           | Erzbischof von Semarang                                  | 8. Juli 1964   | 31. Dezember 1983 |
| 3                             | Julius Riyadi Kardinal Darmaatmadja SJ  | Erzbischof von Semarang Erzbischof von Jakarta           | 28. April 1984 | 2. Januar 2006    |
| 4                             | Ignatius Kardinal Suharyo Hardjoatmodjo | Erzbischof von Semarang Erzbischof von Jakarta           | 2. Januar 2006 |                   |